# Ogólnopolskie Zawody w Akrobacji Spadochronowej Gliwice 1971
Ogólnopolskie Zawody w Akrobacji Spadochronowej Gliwice 1971 – odbyły się 20–24 czerwca 1971. Gospodarzem Mistrzostw był Aeroklub Gliwicki, a organizatorem Sekcja Spadochronowa Aeroklubu Gliwickiegoo. Patronat nad Mistrzostwami sprawowało Towarzystwo Miłośników Ziemi Gliwickiej i Redakcja Nowin Gliwickich. Do dyspozycji skoczków był samolot An-2.

## Rozegrane kategorie
Zawody rozegrano w trzech kategoriach spadochronowych:
- Indywidualna celność lądowania – skoki wykonywano z wysokości 800 m i opóźnieniem 0–5 sekund
- Akrobacja indywidualna – skoki wykonywano z wysokości 2000 m, opóźnienie 30 sekund
- Skoki grupowe na celność lądowania.

## Kierownictwo zawodów
- Kierownik Sportowy: Józef Stelmaszczyk (Gliwice).

## Przebieg zawodów
W zawodach uczestniczyli z Aeroklubu Gliwickiego: Jan Strzałkowski, Andrzej Martyniak, Edward Miler, Krystyna Pączkowska i Jan Bober.
20 czerwca na gliwickim lotnisku rozegrano III konkurencję – skoki grupowe na celność lądowania indywidualnie, 21–22 czerwca I konkurencję – skoki na celność lądowania. 23 czerwca był dniem odpoczynku dla zawodników. 24 czerwca rozegrano II konkurencję – skoki na celność lądowania.
Klasyfikacja indywidualna: I miejsce – Jan Bober.
Źródło: 